# DR Byen station
DR Byen station är en tunnelbanestation i norra delen av Ørestad i Köpenhamn på linje M1  på Köpenhamns metro. Den ligger på en högbana och fick först namnet Universitetet efter det Campus Köpenhamns universitet planerade bygga på platsen. 
Stationen fick sitt nuvarande namn 
25 september 2006 efter att Danmarks Radio hade flyttat till DR Byen.